# 이치호
이치호(1939년 7월 25일~2010년 6월 30일)는 대한민국의 정치인이다. 제11·12·13대 국회의원을 지냈다.

## 역대 선거 결과
|  | 16.90% |

|  | 35.98% |

|  | 26.82% |

|  | 44.64% |

|  | 36.88% |

|  | 15.63% |

|  | 11.62% |

|  | 7.09% |